# Donald G. Murray
Donald G. Murray (Toronto, 1943 - Palma de Mallorca, 18 de abril de 2021) fue un fotógrafo canadiense, afincado en España.

## Biografía
Nacido en Toronto. En 1967 ingresó como piloto militar en la Real Fuerza Aérea Canadiense. Obtuvo el grado de capitán y fue instructor de pilotos en diversas partes del continente africano, ya que el gobierno canadiense mantenía convenios con diversos países africanos para ayudarles a formar a los futuros pilotos. Durante esos viajes nació su interés por la fotografía.
En 1974 realizó su última misión área, acudió a Perú pero socorrer a las víctimas de un terremoto. Tras concluir sus obligaciones militares, viajó por diversas partes del mundo, comenzando por el Pacífico Sur. Fue un fotógrafo autodidacta, que durante esos viajes, comenzó a trabajar como autónomo, realizando sus primeros reportajes fotográficos.
En enero de 1979 recaló en Mallorca. Atraído por el paisaje isleño, recorrió la isla y posteriormente el resto de las Islas Baleares. En esos viajes realizó un buen número de fotografías que publicó posteriormente en  los primeros libros de fotografías sobre Baleares.

## Distinciones
- Socio de honor de la Asociación por la Revitalización de los Centros Antiguos (ARCA) (2014).[2]

## Obras
Colaboró con muchas de las obras de la colección 'La Illa de la Calma' de J.J. Olañeta, como 'La Catedral de Mallorca'; 'El Consejo Insular de Mallorca. Historia y Patrimonio' o 'La imatge de la música de les Illes Balears'. Con su mujer Aina Pascual y Jaume Llabrés, publicó "El Baluard de sant Pere i la Ribera del Moll".
Su producción sobre la historia y el patrimonio de Mallorca es muy abundante.